# Mustapha Kaak
 (janvier 2016).
Si vous disposez d'ouvrages ou d'articles de référence ou si vous connaissez des sites web de qualité traitant du thème abordé ici, merci de compléter l'article en donnant les références utiles à sa vérifiabilité et en les liant à la section « Notes et références ».
Mustapha Kaak (arabe : مصطفى الكعاك), né le 17 avril 1893 à Tunis et mort le 26 juillet 1984 dans la même ville, est un avocat, érudit et homme politique tunisien.

## Biographie
Il préside l'Association des anciens élèves du collège Sadiki, l'association musicale de La Rachidia et l'Espérance sportive de Tunis de 1926 à 1930.
À l'initiative du résident général de France Jean Mons qui souhaite lui donner un surcroît de légitimité, le décret du 12 juillet 1947 institue l'admission des avocats tunisiens au bâtonnat du barreau de Tunis et au conseil de l'ordre des avocats ; Kaak est élu dans la foulée le 18 juillet comme bâtonnier du barreau ; ceci constitue un cas unique d'élection d'un bâtonnier musulman sous le protectorat français. Toutefois, sous la pression du Néo-Destour, il démissionne en octobre de la même année.
Nommé grand vizir par Lamine Bey dans la foulée de son élection, le 19 juillet, il demande à Salah Ben Youssef, secrétaire général du Néo-Destour, de le rejoindre au sein de son gouvernement mais ce dernier refuse. Kaak est aussi à l'origine des travaux de la Majallah[réf. nécessaire], qui préfigure le Code du statut personnel et dont l'auteur est son ministre de la Justice, Mohamed Abdelaziz Djaït. Premier grand vizir à s'établir en permanence au nouveau siège du gouvernement tunisien, le Dar El Bey, il quitte ses fonctions le 16 août 1950.
Il est souvent considéré comme faisant partie des personnalités tunisiennes, dont Slaheddine Baccouche, Abdelkader Belkhodja ou Hédi Raïs, qui se sont opposées à la politique du mouvement national tunisien dominé par le Néo-Destour de Habib Bourguiba et de Ben Youssef. Ce parti considère comme trop conciliante la politique de Kaak envers la puissance coloniale. Celui-ci vise en effet l'apaisement, tentant d'éviter l'affrontement entre les militants et les forces de sécurité, mais sans avancées politiques ou concessions notables de la part de la France.
Il est le frère aîné de l'historien Othman Kaak.